# Friedrich Wegener
Friedrich Wegener (* 7. April 1907 in Varel; † 9. Juli 1990 in Lübeck) war ein deutscher Pathologe.

## Familie
Wegener war der Sohn des Arztes und Chirurgen Friedrich Wegener, der am Krankenhaus St. Josefsstift in Varel praktizierte, und dessen Frau Thyra Cecilia (Thydén), einer Gymnastiklehrerin. Sein jüngerer Bruder Paul machte Karriere in der Zeit des Nationalsozialismus, zuletzt als Reichsverteidigungskommissar. 1934 heiratete er Sophie Madsen († 1974), aus dieser Verbindung gingen sieben Kinder hervor. 1975 heiratete er Ursula Zacharias.

## Ausbildung und Beruf
Nach dem Abschluss der Gymnasialzeit in Wilhelmshaven und Jever (1926) studierte Wegener in München Humanmedizin bis zum Physikum. Dann wechselte er an die Universität Kiel über, legte hier 1932 das ärztliche Examen ab und arbeitete bis zum Frühjahr 1933 als Medizinalpraktikant am örtlichen Institut für Pathologie. Während seiner Kieler Studienzeit trat er als Leichtathlet für den Kieler TV an, 1931 war er Deutscher Meister im Schleuderballwurf, 1932 belegte er den dritten Platz.

### 1933 bis 1945
Seit 1935 arbeitete er dann (bis zum Jahr 1939) am pathologischen Institut von Martin Staemmler an der Universität Breslau, nachdem dieser dort den Lehrstuhl für Pathologie erhalten hatte, als erster Assistent und leitete stellvertretend die Prosektur am Wenzel-Hanke-Krankenhaus und am Allerheiligenhospital in Breslau. Zusätzlich übernahm er vielfältige Lehrverpflichtungen (Vorlesungen für Studenten der Medizin und Zahnmedizin: Sektionskurs, histologischer Kurs und spezielle Pathologie für Zahnmediziner). Darüber hinaus fungierte er hier als Lehrer für Histologie, Anatomie und Mikrotechnik an der Schule für Medizinisch-Technische Assistentinnen.
Im Zweiten Weltkrieg gelangte Wegener zunächst als Wehrmachtspathologe nach Litzmannstadt (Łódź) im besetzten Polen. Dort arbeitete er später vor allem als ziviler Pathologe am Gesundheitsamt. 2006 wurden erstmals Details zur Verbindung Wegeners mit dem Nationalsozialismus allgemein bekannt. So war Wegener nach Akten des Bundesarchivs in Berlin bereits 1932 Mitglied der SA, er trat 1933 der NSDAP bei, war im NS-Ärztebund organisiert und wurde später Sanitätsobersturmbannführer der SA. Wegener taucht ferner auf Kriegsverbrecher-Suchlisten der polnischen Behörden auf, seine Akte wurde offenbar auch an die Kriegsverbrecher-Kommission der Vereinten Nationen weitergeleitet. Die Taten, die zu diesen Anschuldigungen geführt haben, bleiben bis zum heutigen Tag unklar. Es findet sich lediglich eine briefliche Mitteilung Wegeners, in der dieser seine baldige Beschäftigung mit dem Phänomen der Luftembolie bekundet. Die Beteiligung Wegeners an Menschenversuchen konnte bis heute nicht belegt werden. Nach heutiger Aktenlage ist auch nie Anklage gegen Wegener erhoben worden. Schließlich ist bekannt, dass Martin Staemmler, Wegeners langjähriger Institutsdirektor und Mentor, das NS-System unterstützt und umfassend über Rassenhygiene publiziert hat.

### Nach 1945
Wegener geriet nach der Kapitulation Deutschlands in amerikanische und englische Gefangenschaft, aus der er im Sommer 1945 entlassen wurde. Danach arbeitete er bis 1947 als landwirtschaftlicher Arbeiter.
Ab 1948 arbeitete Friedrich Wegener zunächst als wissenschaftlicher Assistent, dann als Oberarzt am pathologischen Institut der städtischen Krankenanstalten bzw. der Medizinischen Akademie Lübeck und leitete die Prosektur des Krankenhauses Ost. Neben einem Lehrauftrag an der Medizinischen Akademie (Sektionskurs, 1966–1969) lehrte er die Fächer Anatomie und Histologie an der staatlichen Lehranstalt für Medizinisch-Technische Assistentinnen. Nach seiner Emeritierung 1970 ließ sich Wegener als Facharzt für Pathologie nieder und führte einige Jahre eine eigene pathologische Praxis.
1976 verlieh ihm die Medizinische Universität Lübeck die Ehrendoktorwürde. Er erhielt 1986 die Ehrenplakette der Mayo Clinic and Foundation, Rochester (USA), und 1987 eine Auszeichnung der Stadt Mailand (Ambrogino). Er war darüber hinaus Mitglied der Deutschen Gesellschaft für Pathologie und der Vereinigung Großhamburger Pathologen.

## Leistung
Während der Zeit in Breslau entstand der erste Beitrag über die Beobachtung einer bislang unbekannten granulomatösen Erkrankung (Rhinitis, Nierenversagen, systemische Vaskulitis) bei drei Patienten, die seit den 1960er Jahren als Wegener’sche Granulomatose bezeichnet wurde, aufgrund eines Konsensus des American College of Rheumatology jedoch heute alternativ als Granulomatose mit Polyangiitis bezeichnet wird. Die Untersuchungsergebnisse wurden im September 1936 erstmals auf der 29. Tagung der Deutschen Pathologischen Gesellschaft in Breslau vorgestellt.
Wegeners wissenschaftliche Veröffentlichungen behandelten neben zahlreichen Beiträgen zu der von ihm erstmals beschriebenen Granulomatose das braune Lipom, pathologische Erscheinungen an den weiblichen Genitalorganen (bei Leukämien, bei Periarteriitis nodosa), die metastatisch-krebsige Leberzirrhose, die akute Fettleber in der Schwangerschaft, die artifizielle postmortale Fettembolie und das Problem der Hepatotoxizität von Coffein und Theophyllin.

## Nomenklatur
Wegener hatte während seiner Arbeit am Pathologischen Institut in Kiel verschiedene granulomatöse Erkrankungen kennengelernt (Kussmaul-Maier-Syndrom, Morbus Bang). Schon bei der Vorstellung der drei ursprünglichen Fälle Wegeners wurde vermutet, dass ein Krankheitsbild eigener Art vorliegt. Wegener fasste die Ergebnisse seiner Beobachtungen dieser eigenartigen granulomatösen Erkrankung 1939 unter dem Begriff rhinogene Granulomatose (auch pneumogene Granulomatose) zusammen. Diese Arbeit wird als klassische Arbeit der Pathologie gewertet. Erst die späteren Veröffentlichungen von Ringertz (1947), Johnson (1948), Gabriel Charles Godman und Jacob Churg (1954) etablierten den Begriff „Wegener’s granulomatosis“ (Wegener-Granulomatose) in der medizinischen Literatur.
Im Laufe seines Lebens hatte Wegener selbst insgesamt 12 Fälle dieser granulomatösen Erkrankung beobachtet. Sein Freund und Kollege Heinz Klinger hatte zwar schon acht Jahre früher über einen ähnlichen Fall als „Grenzfall einer Periarteriitis nodosa“ berichtet, stellte jedoch nicht die Eigenständigkeit des Syndroms in den Vordergrund. Die klinische Symptomatik soll bereits 1896 von McBride beschrieben worden sein.
Aufgrund der neueren Informationen zum Erstbeschreiber und insbesondere die 2006 bekannt gewordenen Informationen zur Biographie Wegeners zur Zeit des Nationalsozialismus wurde die Verwendung der Bezeichnung „Wegener-Granulomatose“ intensiv diskutiert. Im Jahr 2011 haben American College of Rheumatology, American Society of Nephrology und American League against Rheumatism gemeinsam den Namen „Granulomatosis with Polyangitis“ vorgeschlagen. Die neuere Bezeichnung ist in der wissenschaftlichen Literatur weit verbreitet. Oft wird auch die Kurzform GPA benutzt. 2023/24 wurde dieses dem ICD-10-Kode M31.3 zugeordnete Eponym aus der deutschsprachigen Ausgabe des Systematischen Verzeichnisses der Internationalen Klassifikation der Krankheiten (ICD-10-GM) vom verantwortlichen Herausgeber entfernt.

## Werke
- Über generalisierte, septische Gefäßerkrankungen. In: Verh. Dtsch. Pathol. Ges. 29, 1937, S. 202.
- Über eine eigenartige rhinogene Granulomatose mit besonderer Beteiligung des Arteriensystems und der Nieren. In: Beitr. Pathol. Anat. Allg. Pathol. 102, 1939, S. 36.
- Wegenersche Granulomatose. In: H. C. Hopf, K. Poeck, H. Schliack (Hrsg.): Neurologie in Praxis und Klinik. Band 2, Stuttgart 1981, ISBN 3-13-597901-6, S. 4219.

## Nachweise
1. ↑  Klaus Amrhein: Biographisches Handbuch zur Geschichte der Deutschen Leichtathletik 1898–2005. 2 Bände. Deutsche Leichtathletik Promotion- und Projektgesellschaft, Darmstadt 2005, DNB 1012731138, S. 1269.
2. ↑  Alexander Woywodt, Eric L. Matteson: Wegener’s granulomatosis – probing the untold past of the man behind the eponym. In: Rheumatology (Oxford). 45, Nr. 10, Oktober 2006, S. 1303–1306 doi:10.1093/rheumatology/kel258. PMID 16887845
3. ↑  Ronald J. Falk, Wolfgang L. Gross, Loïc Guillevin, Gary S. Hoffman, David R. W. Jayne: Granulomatosis with Polyangiitis (Wegener's): An alternative name for Wegener's Granulomatosis. In: Arthritis & Rheumatism. Band 63, Nr. 4, April 2011, S. 863–864, doi:10.1002/art.30286 (wiley.com [abgerufen am 27. August 2019]).
4. ↑  BfArM - ICD-10-GM Version 2024

| Personendaten    | Personendaten       |
| ---------------- | ------------------- |
| NAME             | Wegener, Friedrich  |
| KURZBESCHREIBUNG | deutscher Pathologe |
| GEBURTSDATUM     | 7. April 1907       |
| GEBURTSORT       | Varel               |
| STERBEDATUM      | 9. Juli 1990        |
| STERBEORT        | Lübeck              |